# 伊藤マーティ
Marty M. Ito（伊藤マーティ、1968年 - ）は、北海道出身のイラストレーター、スカルプター、アーティスト。ドゥードゥルアートのアーティスト。

## 来歴
学校法人栗谷川学園北海道造形デザイン専門学校グラフィックデザイン学科卒業。イラストレーター、スカルプターとして、現在まで国内外の多くの企画展等に参加している。2009年には自身のキャラクターデザイン、立体作品がさっぽろ雪まつりのオフィシャルポスターのメインビジュアルとして採用され、同年ロサンゼルスで開催された、ハローキティ35周年記念展覧会『THREE APPLES』にも世界の約50名のアーティストの一人として、平面作品とアート・トイを招待出展している。現在は、北海道情報大学で講師も務めている。

## 作風
日本人でありながら海外のカートゥーンを思わせる陽気で幸せな気分にさせてくれる明るい作品が多い。プロット制作をしてからコンセプトアートを制作し、充分に世界観が出来上がった時点で作品の制作を始めるという、アニメーションの制作現場では標準的な方法をアート作品に取り入れることにより、ひとつひとつの作品の中にそれぞれの物語を感じ取ることができる作風に仕上がっている。

## エピソード
伊藤のニックネームでもあるPaintMonster（ペイントモンスター）はアメリカで伊藤が活動を始めた1990年代に立体作品を発表するときに使ったニックネームである。なお、その名称を使ったきっかけは伊藤がオンラインアートボードに作品を投稿した際に寄せられた「あなたはまさにペイントモンスターだ!」というコメントに由来する。現在は伊藤が2010年5月に設立した会社名にも使われている。
アメリカ西海岸を訪問し始めた時に、ドローイングそのものが仕事になることに衝撃を受け、ドローイングの楽しさを多くの愛好者やアーティストに伝えるためドローイングセッションを毎月開催している。mixiのドローイングセッションのコミュニティを開設したのは伊藤である。また、ドローイングセッションは、伊藤がロサンゼルスで毎週行われているスケッチブックセッションを参考に日本で開催しやすい方法を考案し現在のスタイルができあがった。現在は、海外でも活動しているドゥードゥルアートのアーティストとしてアートスクールや高校などで講演も行っている。
パソコンでの作品制作過程をライブで披露する「デジタルライブドローイング」（音楽やDJとの組合せで披露される）は、ジャンルを問わず多くの音楽催事でコラボレーションされているほか、展覧会などでもその華麗なペンさばきを披露している。最近でこそ多くのアーティストがそのスタイルを取り入れているが、YouTubeなどでの「デジタルライブドローイング」という言葉は伊藤のコンテンツがその始まりである。

## 主な参加イベント
- 2017年11月 伊藤マーティ特集（日本/札幌インゾーネ）
- 2017年08月 Sitatte Sapporoサマー親子体験ガーデン（日本/札幌sitatte sapporo)
- 2016年12月 JRタワーT38ライブペイント（日本/札幌JRタワー)
- 2016年09月 バリアフリーモータースポーツフェスティバル（日本/千歳)
- 2016年08月 Summer School 世界に一つのオリジナルローラを作ってみよう（日本/札幌マルヤマクラス)
- 2016年06月 tzLl たかしまゆきなお＊伊藤マーティ特集（日本/札幌丸井今井)
- 2016年04月 伊藤マーティ特集（日本/札幌インゾーネ）
- 2016年03月 伊藤マーティ特集（日本/札幌丸井今井)
- 2015年04月 伊藤マーティ特集（日本/札幌インゾーネ）
- 2014年02月 伊藤マーティ特集（日本/札幌インゾーネ）
- 2013年11月 特撮2: Revenge of the Kaiju（米国/ロサンゼルス）
- 2013年08月 Smile for Japan from Sapporo 5（日本/札幌)
- 2013年07月 Fuwa Fuwa: Soft Sculpture Show（米国/ロサンゼルス）
- 2013年06月 DEVILS & ROBOTS : A Tribute to GO NAGAI（米国/ロサンゼルス）
- 2013年05月 伊藤マーティ特別講演（日本/専門学校札幌デザイナー学院)
- 2013年05月 Smile for Japan from Sapporo 4（日本/札幌)
- 2013年04月 James Bond: 50 Years of 007 Art Celebration（米国/ロサンゼルス）
- 2013年02月 BEAM ME UP : Star Trek Art Show（米国/ロサンゼルス）
- 2013年02月 Sapporo MYTH 2013（日本/大丸藤井セントラル)
- 2013年02月 PaintMonster ArtCollection 2013（日本/大丸藤井セントラル)
- 2012年10月 伊藤マーティ作品展（日本/北洋大通センター）
- 2012年10月 北海道のシンフォニー（日本/札幌丸井今井)
- 2012年09月 特撮:Japanese Science Fiction Art Show（米国/ロサンゼルス）
- 2012年04月 Smile for Japan from Sapporo 3（日本/札幌)
- 2012年01月 PaintMonster ArtCollection 2012（日本/大丸藤井セントラル)
- 2011年12月 タイニーアート・コレクション 2012（日本/札幌ロフト)
- 2011年11月 ペイントモンスター・アーティスト･プレビュー2（日本/大丸藤井セントラル)
- 2011年11月 KAMEN RIDER VS SUPER SENTAI Anniversaries Tribute Exhibition（米国/ロサンゼルス）
- 2011年10月 Yes! Clean 農産物　～秋の収穫祭～ （日本/札幌サッポロファクトリー)
- 2011年10月 北海道作家特集（日本/札幌大丸)
- 2011年08月 Smile for Japan from Sapporo 2（日本/札幌)
- 2011年07月 CHARART:キャラクターアート展（日本/札幌丸井今井)
- 2011年05月 日本アンチエイジング歯科学会（日本/札幌)
- 2011年05月 Smile for Japan from Sapporo 1（日本/札幌)
- 2011年04月 the Art Collection of PaintMonster ArtStudio（日本/札幌)
- 2011年02月 ペイントモンスター・アーティスト･プレビュー（日本/大丸藤井セントラル)
- 2011年02月 ARTOON:アートゥーン・アーティスト特集（日本/札幌三越)
- 2011年02月 北海道のシンフォニー（日本/札幌ロフト･丸井今井)
- 2011年02月 伊藤マーティ･ミニ立体特集（日本/札幌丸井今井)
- 2010年12月 OMI Show（米国/ロサンゼルス）
- 2010年12月 札幌のクリエイター100人展（日本/札幌）
- 2010年11月 伊藤マーティ作品展（日本/札幌三越）
- 2010年11月 タイニーアート・コレクション（日本/札幌ロフト)
- 2010年10月 リトルローラ・カスタムアートショー（日本/札幌･渋谷･名古屋･大阪梅田ロフト）
- 2010年08月 PaintMonster ArtStudioミニ・アートショー（日本/札幌ロフト）
- 2010年05月 伊藤マーティ作品展（日本/札幌ロフト）
- 2009年11月 アートゥーン･アーティスト特集（日本/札幌三越）
- 2009年10月 Three Apples/ハローキティ35周年記念アートショー（米国/ロサンゼルス）
- 2009年04月 伊藤マーティ特集（日本/札幌三越）
- 2009年03月 DIY Pusher Show（米国/ロサンゼルス)
- 2009年02月 LA MYTH 2009（米国/ロサンゼルス）
- 2008年09月 伊藤マーティ特集（日本/札幌三越）
- 2008年08月 NHKアニメ館2008（日本/東京）
- 2005年03月 Funny Club Show（米国/ニューヨークほか）

## 主な立体作品
- 2014年 『Pot Keeper』
  - inZONE with ACTUSほか（日本/札幌ほか）
- 2011年 『Kamen Rider Rolla』･『Shocker Rolla』
  - KAMEN RIDER VS SUPER SENTAI Anniversaries Tribute Exhibition（米国/ロサンゼルス）
- 2011年 『Rabi Rolla』
  - 伊藤マーティ･ミニ立体特集（日本/札幌）
- 2010年 『Mikan Bird』
  - OMI Show（米国/ロサンゼルス）
- 2010年 『Polar Bear Hotels』
  - 札幌のクリエイター100人展（日本/札幌）
- 2010年 『リトル・ローラ』
  - リトルローラ・カスタムアートショー（日本/札幌ほか）
- 2009年 『Mellow Chocolate Mint Ice Cream with Balloon Hello Kitty』
  - Three Apples/ハローキティ35周年記念アートショー（米国/ロサンゼルス）
- 2009年 『SNOW FRIENDS』
  - さっぽろ雪まつりメインビジュアル（日本/札幌）
  - ポスターのキャラクターデザインと立体制作。実際に作られたケーキの原型デザインでもある
- 2009年 『RABBIT THAT'S KIDDING』
  - DIY Pusher Show（米国/ロサンゼルス）
- 2009年 『Angrydog』
  - Munky King（米国/ロサンゼルス）
- 2005年 『Yuki』
  - Funny Club Show （米国/ニューヨークほか）

## 主な平面作品
- 2017年 『Far away great Mt. Ashibetsudake』
  - Sitatte Sapporoサマー親子体験ガーデン（日本/札幌sitatte sapporo)
- 2016年 『To look for a waterfall』
  - 伊藤マーティ特集（日本/インゾーネ）
- 2015年 『Breakfast』
  - 伊藤マーティ特集（日本/インゾーネ）
- 2014年 『Snowflake*』
  - 伊藤マーティ特集（日本/インゾーネ）
- 2013年 『Pizza Kitchen』
  - 伊藤マーティ特集（日本/インゾーネ）
- 2013年 『Rabi Gas Rocket』
  - BreadHeadStudio GAS Picturebook（米国）
- 2013年 『Red Hanging Chair with the Girl of UFP～赤いペンダントチェアと連邦の娘』
  - BEAM ME UP: STAR TREK ART SHOW（米国/ロサンゼルス）
- 2012年 『The school building of a red roof with rudbeckia』
  - 北海道のシンフォニー（日本/札幌丸井今井)
- 2012年 『A Certain Day of Summer～ある夏の日(fromがんばれロボコン)』
  - 特撮:Japanese Science Fiction Art Show（米国/ロサンゼルス）
- 2011年 『Became Sunny After the Soba』
  - 北海道作家特集（日本/札幌大丸)
- 2011年 『Symphony』
  - 北海道のシンフォニー（日本/札幌ロフト･丸井今井)
- 2011年 『Dream Room』
  - ARTOON:アートゥーン・アーティスト特集（日本/札幌三越）メインビジュアル作品
- 2010年 『Neko Neko Neko』
  - 伊藤マーティ作品展（日本/札幌三越）メインビジュアル作品
- 2010年 『I made it』
  - タイニーアート・コレクション（日本/札幌ロフト）
- 2010年 『The Way Back Home』
  - Paint Monster Art Studioミニ・アートショー（日本/札幌ロフト）
- 2010年 『Somebody Talking』
  - 伊藤マーティ作品展（日本/札幌ロフト）メインビジュアル作品
- 2009年 『Sun Shine Tree』・『Flying』
  - アートゥーン･アーティスト特集（日本/札幌三越）ライブペイント作品
- 2009年 『Hello! Kitty!!』
  - Three Apples/ハローキティ35周年記念アートショー（米国/ロサンゼルス）
- 2009年 『Princess』・『Legendary』
  - 伊藤マーティ特集（日本/札幌三越）ライブペイント作品
- 2009年 『Who's Heavy?』
  - LA MYTH 2009（米国/ロサンゼルス）
- 2008年 『Forest with Domo』
  - NHKアニメ館2008（日本/東京）

## 主なデザインワーク
- 2019年～ 『札幌市』
  - 障がいのある方のための福祉ガイド（日本/札幌）カバーイラスト
- 2018年～ 『真駒内滝野霊園』
  - 多肉植物キャラクター『ターニくん、サキちゃん、タミミン』（日本/札幌）キャラクターデザイン
- 2018年～ 『真駒内滝野霊園』
  - キャラクター『モイくん』（日本/札幌）キャラクターデザインのブラッシュアップ
- 2014年～ 『一般社団法人北海道バス協会』
  - 北海道都市間バス時刻表（日本/札幌）カバーイラスト
- 2012年 『弘前市観光情報サイト』
  - グローバル版（、日本/弘前）サイトデザイン
- 2011年 『SAPPORO CITY JAZZ 2011』
  - コラボレーションキャラクター『ジャズローラ』（日本/札幌）キャラクターデザイン
- 2010年 『JR七戸十和田駅』
  - デジタルサイネージ（日本/青森）画面デザイン、キャラクターデザイン
- 2010年 『青森県観光情報サイト』
  - グローバル版（、日本/青森）サイトデザイン、キャラクターデザイン
- 2009年 『第60回さっぽろ雪まつり』
  - オフィシャルポスター・メインビジュアル、キャラクターデザイン
- 『日本道路公団』
  - キャンペーンポスター、キャラクターデザイン
- 『株式会社ウェブプログレッシブ』
  - 「Charabit」グリーティングカードデザイン
- 『北海道電波監理局』
  - キャンペーンポスター、キャラクターデザイン
- 『北海道電力』
  - キャンペーンポスター、キャラクターデザイン
- 『トヨタ自動車』
  - キャンペーンポスター、キャラクターデザイン